# Ze rak sport
Låten Ze rak sport representerade Israel i Eurovision Song Contest 1992, och kom i denna tävling på sjätte plats med 85 poäng. Låten komponerades och dirigerades av Kobi Oshrat (som även hade komponerat Israels bidrag 1985 och 1979) och framfördes av Dafna Dekel.
Låtens namn betyder "Bara en sport", och handlar om hur hela livet är ett spel, eller en sport. Det skrevs även en version på engelska med en helt ny text under namnet Viva Sport, och var i denna version en hyllningssång till Olympiska sommarspelen 1992 i Barcelona i Spanien, där "alla länder samlas tillsammans och rekord ska brytas".